# Baby Shaker
 (août 2025).
Motif : Sources invérifiables (liens manquants)
- Archive Wikiwix
- Bing
- Cairn
- DuckDuckGo
- E. Universalis
- Gallica
- Google
- G. Books
- G. News
- G. Scholar
- Persée
- Qwant
- (zh) Baidu
- (ru) Yandex
- (wd) trouver des œuvres sur Wikidata

| 1. | Préciser le motif de la pose du bandeau. | Précisez le motif de la pose du bandeau en utilisant la syntaxe suivante : {{admissibilité à vérifier\|date=août 2025\|motif=remplacez ce texte par le motif}}                   |
| 2. | Informer les utilisateurs concernés.     | Pensez à avertir le créateur de l'article, par exemple, en insérant le code ci-dessous sur sa page de discussion : {{subst:avertissement admissibilité à vérifier\|Baby Shaker}} |

 (août 2025).
Baby Shaker est un jeu mobile sortis sur iPhone et iPod touch développé et publié par la société australienne Sikalosoft, disponible sur l’App Store du 20 avril 2009 au 22 avril 2009,. L’application — au tarif de 0,99 USD — mettait en scène un bébé qui pleure, que l’utilisateur devait faire taire en secouant son téléphone, jusqu’à ce que deux croix rouges apparaissent sur les yeux du nourrisson, signalant alors une sorte de « victoire ».
Le nom (et le concept) font directement écho au “Syndrome du bébé secoué”, un traumatisme crânien non accidentel reconnu dans le domaine médical.

## Présentation du jeu
Le joueur était confronté à une image fixe d’un bébé en noir et blanc accompagné de pleurs persistants. Le chronomètre défilait jusqu’à l’apparition de deux croix rouges sur les yeux de l’enfant, signal de succès. Aucun message éducatif ou d’avertissement contre la violence « réelle » n’était inclus — en dehors d’un petit disclaimer « Never shake a baby » dans la description en anglais sur l’App Store.

## Controverse et retrait
Le jeu a suscité une indignation immédiate, relayée par des organisations comme la Sarah Jane Brain Foundation et le National Center on Shaken Baby Syndrome, qui ont accusé Apple d’encourager la banalisation d’une forme mortelle de maltraitance infantile.
Apple a retiré l’application deux jours après son lancement et s’est publiquement excusée : « This application was deeply offensive and should not have been approved for distribution on the App Store ». Des sites de jeux et de critiques (dont KRAPPS) avaient documenté sa mise en ligne dès le lundi et son retrait dès le mercredi après-midi, soulignant un défaut majeur dans la validation initiale d’Apple.

## Réactions des médias et du public
La presse spécialisée (magazine Wired, The Guardian, The Independent, etc.) a évalué la situation comme un exemple classique d’erreur de filtrage de contenu chez Apple, soulignant la contradiction entre les politiques de curation affichées et l’autorisation de contenus aussi offensants.

## Liens avec le syndrome du bébé secoué
Le SBS est un traumatisme crânien infligé, provoqué par un secouement violent du nourrisson. En France, 200 cas sont diagnostiqués chaque année (ce chiffre étant vraisemblablement sous-estimé), avec un taux de mortalité allant jusqu’à 10 à 40 % et des séquelles neurologiques chez plus de 75 % des survivants.
Le jeu a donc été caractérisé par les associations comme une banalisation sordide de ce syndrome, renforçant la stigmatisation d’un acte criminel, dans une période (fin avril 2009) coïncidant avec la Semaine de sensibilisation au SBS et le mois national de prévention des abus sur enfants aux États‑Unis.

## État actuel et disponibilité
L’application est désormais considérée comme un « lost media » : elle n’est plus disponibe sur l'App Store, ni récupérable sur iTunes, et les sites de Sikalosoft ont été mis hors ligne peu après le retrait. Des captures d’écran ainsi que des vidéos amateur d'époque font l’objet d’archives en ligne, mais toute distribution est strictement interdite sur les plateformes officielles.

## Portée et héritage
La justice et les régulateurs américains n’ont pas ouvert d’enquête criminelle (le jeu ne constituant pas une réelle incitation à une action réelle). Toutefois, cet incident a eu un effet mobilisateur : plusieurs structures de prévention du SBS ont intensifié leurs actions de sensibilisation, en particulier auprès des jeunes parents et des développeurs de plateformes mobiles.